# Papeians de Morchoven

Wapenschild, gevierendeeld

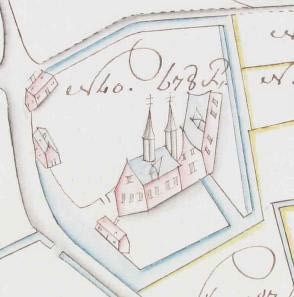
Het Baerelhof of feodaal Hof van Barelsteyn, een kasteel te Bornem

Papeians de Morchoven dit van der Strepen is een Belgisch adellijk huis, afkomstig uit het bisdom Gent. Ze voerden als wapenschild: "écartelé : aux 1 et 4 de gueules au lion d'or , couronné d'argent , armé et lam passé de sable , qui est Glavimans ; aux 2 et 3 d'or à six fleurs de lis de gueules".
Tot hun feodale eigendommen behoorden de heerlijkheden van Eertbrugghe en Barlesteyn, Wansele en Schellebelle.

## Geschiedenis
- Jean Baptiste Papeians de Morchoven; advocaat bij de Raad van Vlaanderen, trouwde op 19 december 1674 in Gent met Maria Anna Tanghe, geboren op 21 juli 1649 in Gent.
  - Emmanuel Josephus Papeians de Morchoven, overleden op 22 februari 1745 in Gent, Hoogschepen van Waas, in 1717 geridderd door keizer Karel VI. Hij trouwde op 15 mei 1716 in Gent met jonkvrouw Joanna Maria Teresia Goethals, geboren op 29 januari 1692 in Gent, dochter van Adrianus Goethals en Joanna Maria Soenens. 
    - Jean Baptiste Papeians de Morchoven, Schepen van de Keure te Gent.
    - Wilhelmina Jacoba Josepha Papeians de Morchoven; geboren op 27 juni 1727 in Sint-Niklaas, trouwde op 29 mei 1765 in Mechelen met Joannes Ferdinandus Antonius Huens, geboren op 13 april 1737 in Mechelen, zoon van Carolus Josephus Franciscus Huens en Isabella Clara Keyaerts. 
      - Maria Amalia Joanna Josephina Huens, geboren op 22 juni 1769 in Mechelen, overleden op 26 november 1812 in Buggenhout, trouwde op 1 mei 1792 in Mechelen met Petrus Josephus de Waepenaert, overleden in Buggenhout.

  - Jean-Baptiste Papeians, trouwde op 16 september 1701 in Brussel met Teresia Susanna vander Zee.
    - Joannes Baptista Josephus Papeians de Morchoven, geboren op 8 februari 1706 in Gent, heer van Eertbrugghe en Barlestein, Wansele en schellebelle, Hoogschepen van Waas in 1732, trouwde met Livina Joanna le Fevere; geboren in Oudenaarde, dochter van Ludovicus Ignatius le Fevere en Barbara Norbertina Odemaer. Zij zijn de voorouders van de hierna genoemden.

In 1876 werd Belgische erfelijke adel toegekend aan de drie zoons (zie hierna) van Charles-Ghislain Papeians de Morchoven en van Victoire de Wilde.

## François Papeians de Morchoven
François Papeians de Morchhoven dit van der Strepen (Schellebelle, 3 december 1829 - Lokeren, 18 maart 1899) werd in 1876 in de erfelijke adel erkend. Hij trouwde in 1861 in Kalken met Marie-Stéphanie Debbaudt (1839-1863). Ze kregen twee dochters.
- Valérie Papeians de Morchoven (1862-1945), trouwde met Maurice Van Damme (1858-1908), schepen van Lokeren.
- Élodie Papeians de Morchoven (1863-1940), trouwde met Jules Tibbaut (1861-1913), notaris, broer van baron Emile Tibbaut, advocaat, gemeenteraadslid van Gent en voorzitter van de Kamer van volksvertegenwoordigers. Ze kregen drie zoons en drie dochters, met afstammelingen tot heden.

## Louis Papeians de Morchoven
Louis François Papeians de Morchoven dit van der Strepen (Schellebelle, 10 januari 1842 - Brugge, 9 juli 1920), luitenant-kolonel en plaatscommandant in Luik, werd in 1876 in de erfelijke adel erkend. Hij trouwde in 1873 in Brugge met Augusta Kervyn (1848-1935). Ze kregen vijf kinderen.
- Werner Papeians de Morchoven (1875-1926), kinderrechter bij de rechtbank van eerste aanleg in Brugge en lid van de Edele Confrérie van het Heilig Bloed, trouwde in 1910 in Brugge met Pauline Morel de Westgaver (1883-1931). Ze kregen zeven zoons en twee dochters, met afstammelingen tot heden. Hij verkreeg in 1921 de titel ridder, overdraagbaar bij eerstgeboorte.
  - Pierre Papeians de Morchoven (1914-2008), benedictijn in de abdij van Zevenkerken onder de naam Werner. Hij was missionaris in China, medestichter van de abdij in Valyermo in de Verenigde Staten en kunstschilder.
  - François Papeians de Morchoven (1924-2008), benedictijn in de abdij van Zevenkerken onder de naam Christian. Hij was de archivist en historiograaf van de abdij.

## Adolphe Papeians de Morchoven
Adolphe Emile Ghislain Papeians de Morchoven dit van der Strepen (Schellebelle, 20 augustus 1846 - Brussel, 15 februari 1940) werd in 1876 in de erfelijke adel erkend. In 1930 verkreeg hij de titel baron, overdraagbaar bij eerstgeboorte. Hij trouwde in 1877 in Parijs met Marie Alves Machado de Andrada de Carvalho (1850-1943). Ze kregen een zoon en twee dochters.
- Charles Papeians de Morchoven (1878-1966), diplomaat en Ceremoniemeester en Grootmaarschalk van het Hof onder koning Leopold III en prins-regent Karel, trouwde in 1912 in Parijs met Joachine Vieira Monteiro (1888-1969), dochter van ridder Francisco Vieira Monteiro, Braziliaans buitengewoon gezant en gevolmachtigd minister in Parijs en kamerheer van keizer Pedro II. Ze kregen twee zoons en een dochter.
  - Jean Papeians de Morchoven (1913-1983), ambassadeur, trouwde in 1960 in Neuilly-sur-Seine met Geneviève Poret de Civille (1926-2006). Ze kregen twee zoons en een dochter, met afstammelingen tot heden.
  - Charles Papeians de Morchoven (1914-1995), voorzitter van de Vereniging van de Adel van het Koninkrijk België, trouwde in 1946 in Brussel met Colette van Praet d'Amerloo (1922-1996), voorzitster van Équipes d'Entraide. Ze kregen drie zoons en een dochter, met afstammelingen tot heden. Hij verkreeg in 1955 de titel baron, overdraagbaar bij eerstgeboorte.
    - Arnould Papeians de Morchoven (1947-2023), directeur bij de Bank Degroof, ridder van Eer en Devotie in de Orde van Malta en penningmeester en voorzitter van de Belgische Vereniging van de Orde van Malta, trouwde in 1984 met gravin Elisabeth d'Aspremont Lynden (1958). Het huwelijk bleef kinderloos.

  - Élisabeth Papeians de Morchoven (1916-2003), trouwde in 1942 in Sint-Joost-ten-Node met baron Gabriel de Meester de Betzenbroeck (1916-1996), gedelegeerd bestuurder van de Union royale des Fraternelles d'Anciens Combattants. Ze kregen vijf zoons, met afstammelingen tot heden.
- Marie-Antoinette Papeians de Morchoven (°1879), religieuze.
- Emma Papeians de Morchoven (1881-1969), trouwde in 1911 in Brussel met baron Louis de Boisdavid (1873-1945), burgemeester van La Garnache. Ze kregen drie zoons en een dochter, met afstammelingen tot heden.